# Proctophanes sculptus
Proctophanes sculptus är en skalbaggsart som beskrevs av Hope 1846. Proctophanes sculptus ingår i släktet Proctophanes och familjen Aphodiidae. Inga underarter finns listade i Catalogue of Life.